# Przełęcz Żmijowa Polana
Przełęcz Żmijowa Polana  lub Przełęcz Na Dziale – przełęcz (1049 m n.p.m.) w południowo-zachodniej Polsce, w Sudetach Wschodnich, w Masywie Śnieżnika.
Przełęcz górska położona w północno-środkowej części Masywu Śnieżnika w grzbiecie odchodzącym od Śnieżnika w kierunku północno-zachodnim w stronę wzniesienia Czarna Góra, około 4,2 km na północny wschód od centrum miejscowości Międzygórze.
Przełęcz stanowi rozległe, płytkie siodło, o łagodnych zboczach i dość stromych podejściach, wcinające się w gnejsowe skały bocznego grzbietu Śnieżnika należące do metamorfiku Lądka i Śnieżnika. Przełęcz oddziela wzniesienie Czarna Góra (1205 m n.p.m.) od wzniesienia Żmijowiec (1153 m n.p.m.). Na środku przełęczy znajduje się niewielka, śródleśna polana, na której rozciąga się nieuprawna łąką porośnięta dziką roślinnością, wśród której występują rzadkie i chronione gatunki roślin, dalsze otoczenie przełęczy oraz podejścia porasta las świerkowy regla górnego. Na przełęczy znajduje się węzeł dróg leśnych i szlaków turystycznych.

## Turystyka
Przez przełęcz prowadzą szlaki turystyczne:
- czerwony - fragment szlaku prowadzący ze Złotego Stoku przez Przełęcz Puchaczówka na Śnieżnik i dalej.
- Rejon przełęczy jest widokowy, a sama przełęcz stanowi punkt widokowy, z której roztacza się panorama na okoliczne szczyty Masywu Śnieżnika i doliny.
- Na przełęczy znajduje się zagospodarowane miejsce odpoczynku z wiatą turystyczną.